# Чырвоны штраль
«Чырвоны штраль» — шестой студийный альбом белорусской поп-рок-группы Крамбамбуля. Альбом стал доступен для прослушивания и бесплатного скачивания 14 октября 2015 года на мультилейбле «Пяршак» интернет-журнала 34mag. По словам Лявона Вольского это прощальный альбом Крамбамбули и теперь группа «уйдёт в леса и займётся партизанской деятельностью».

## Об альбоме
Альбом «Чырвоны штраль» назван в честь одноимённого кафе, которое существовало в начале XX века в Вильно. В этом кафе любили бывать представители белорусской интеллигенции. Среди гостей заведения были в том числе Янка Купала и братья Иван и Антон Луцкевичи. В этом кафе происходит и действие одной из песен альбома. Существует легенда, что в 1916 году именно в этом кафе состоялась встреча Луцкевичей с представителями польских и литовских кругов, после которой братья пришли к выводу, что нужно ориентироваться не на воссоздание Речи Посполитой или Великого княжества Литовского, а на создание независимого белорусского государства, что они и попытались осуществить в 1918 году.
Альбом записывался в 2014—2015 годах в Вильнюсе на студии Ymir Audio, где перед этим был записан сольный альбом Лявона «Грамадазнаўства». Саунд-продюсером также выступил норвежец Снорре Бергеруд. Лявон Вольский так отозвался о новой работе Крамбамбули:
Альбом «Чырвоны штраль» — это фантасмагория, в которой смешались прошлое, настоящее и будущее Беларуси, отражённые со свойственными «Крамбамбуле» юмором и иронией. Это последний альбом группы, после чего мы уйдем в леса партизанить. Других вариантов существования в современных условиях мы не видим.
30 сентября 2015 года группа представила публике первую песню из альбома «То ня дудка». «За свою историю „Крамбамбуля“ была гламурной, была дураковатой, а сейчас ситуация заставила нас стать более серьёзными. Эта песня будет открывать альбом, потому что это своего рода предисловие, введение в тему. Она о том, что сегодня мы оттопыриваемся, а завтра возможно надо будет идти сражаться за родной край», — пояснил Лявон Вольский. Одновременно с выходом альбома 14 октября вышел видеоклип на песню «Каб мы калі каму чаго», который снял режиссёр и давний друг группы Матвей Сабуров.
В альбоме 12 композиций. Помимо прочего альбом включает в себя кавер-версию песни «Партызанская» группы N.R.M. из альбома «Одзірыдзідзіна» 1996 года. Эта песня была первым серьёзным хитом N.R.M. Песня «Я страляў у міліцыянта» представляет собой вольное переосмысление песни Боба Марли «I Shot the Sheriff».
Поскольку Крамбамбуля входит в неофициальный список запрещённых в Беларуси музыкантов, концерт-презентация нового альбома прошла в Вильнюсе 7 ноября 2015 года. Как обычно в подобных случаях посольство Литвы выдавало бесплатные визы на несколько дней для граждан Беларуси при предъявлении билета на концерт.

## Список композиций
| №                   | Название                          | Длительность |
| ------------------- | --------------------------------- | ------------ |
| 1.                  | «То ня дудка»                     | 3:31         |
| 2.                  | «Франя»                           | 2:17         |
| 3.                  | «Глёрыя»                          | 3:22         |
| 4.                  | «Сэрца паўстанца»                 | 3:06         |
| 5.                  | «Гэй, ліцьвіны, Бог нам радзіць!» | 3:56         |
| 6.                  | «Я страляў у міліцыянта»          | 3:31         |
| 7.                  | «Чырвоны штраль»                  | 3:20         |
| 8.                  | «Мама, не журыся»                 | 3:11         |
| 9.                  | «Ваенныя песьні»                  | 2:37         |
| 10.                 | «Партызанская»                    | 3:40         |
| 11.                 | «Каб мы калі каму чаго»           | 2:01         |
| 12.                 | «Свабоду не стрымаць»             | 4:35         |
| Общая длительность: | Общая длительность:               | 39:07        |

- Слова: Лявон Вольский
- Музыка: Лявон Вольский, Алесь-Францишек Мышкевич (4), Павел Аракелян (7)

## Участники записи
- Лявон Вольский — вокал, гитара
- Павел Аракелян — вокал, клавиши, саксофон, флейта
- Алесь-Францишек Мышкевич — вокал, бас-гитара
- Павел Трипуть — гитара
- Павел Мамонов — ударные, перкуссия
- Андрей Якубчик — вокал, труба
- Синдре Скейе — ударные (11)
- Снорре Бергеруд — гитара, бас (11)
- Олег Гарус — гитара, укулеле (12)
- Саунд-продюсер — Снорре Бергеруд, Ymir Audio (2014—2015)
- Запись и сведение (11): Дмитрий Галадко, FORZ
- Мастеринг — Джейми Гомес, Orgone Studios
- Дизайн — Игорь Назаренко[6]

## Рецензии
Профессиональными критиками альбом был встречен позитивно, на сайте Experty.by его средний бал 8,5 из 10. Большинство экспертов сошлось во мнении, что это либо лучший, либо один из лучших альбомов группы. Также все отметили изменение тематики песен. Она стала более серьёзной, группа в этой работе отошла от своей обычной застольно-алкогольной лирики.
Что же касается партизанской темы альбома, то Егор Цывилько отметил: «Тема партизанщины на „Чырвоным штрале“ раскрывается без морализаторства и героизации борьбы. Всё, как в жизни, где война и смерть сосуществуют с любовью, танцами и смехом. В результате герои песен воспринимаются выпуклыми, живыми, нормальными людьми, а не шаблонными борцами с плакатов и фильмов».